# Naadam

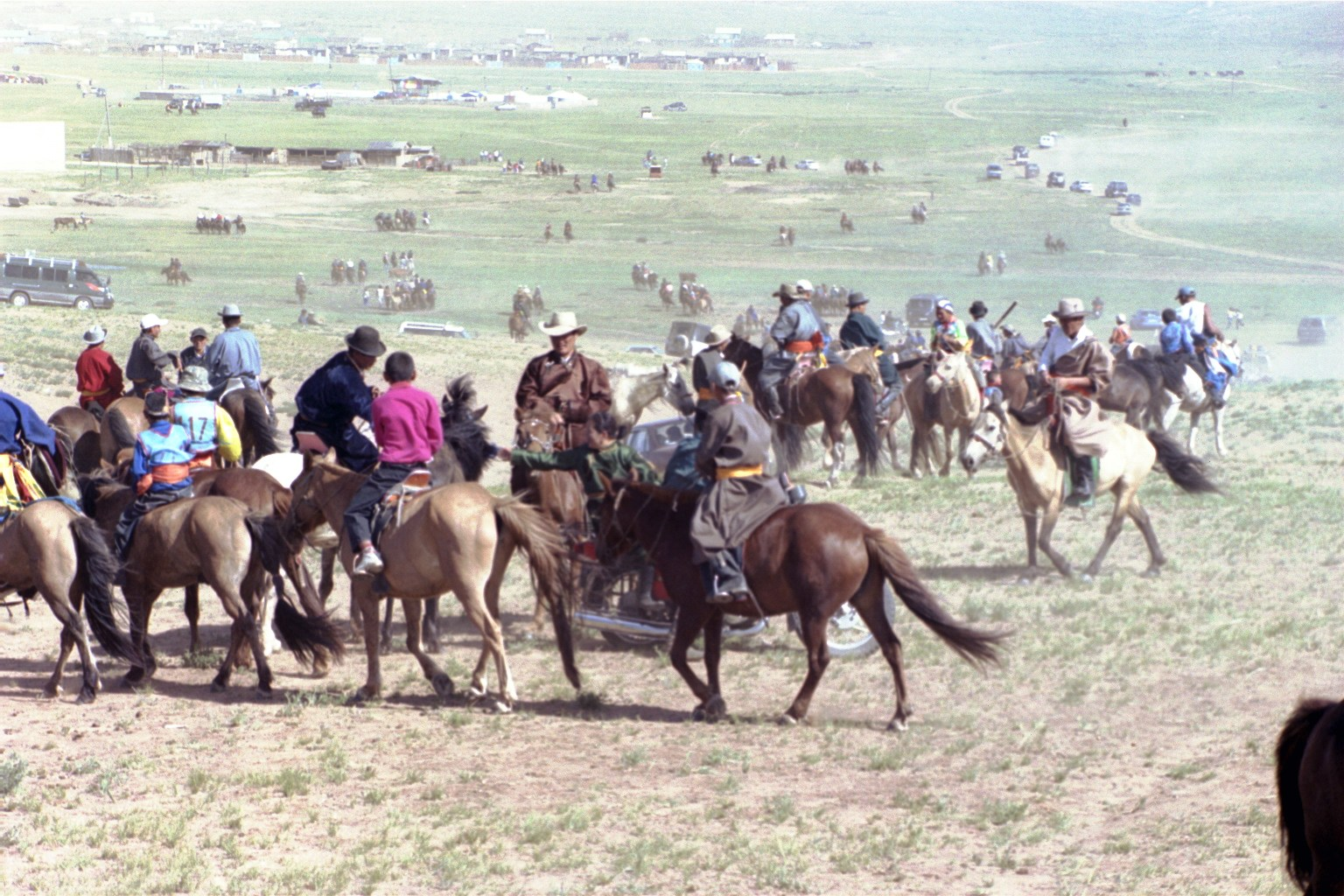
Mongolen treffen sich zum Naadam

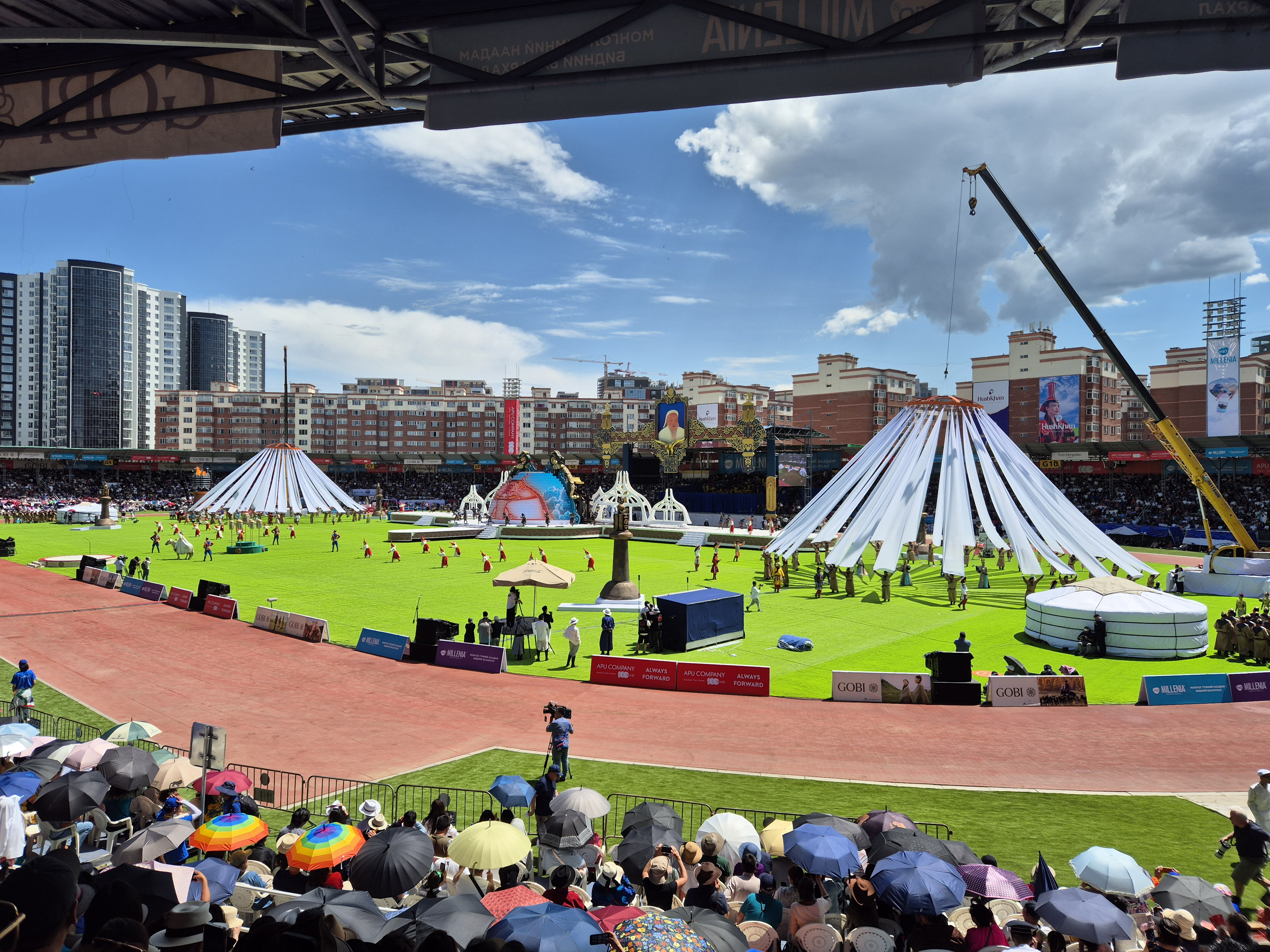
Eröffnungszeremonie von Naadam im Nationalen Sportstadion von Ulaanbaatar

Naadam (mongolisch Наадам, Spiel oder Wettbewerb) ist das Nationalfest der Mongolei und findet jährlich vom 10. bis zum 13. Juli statt, mit der offiziellen Eröffnungszeremonie am 11. Juli und der offiziellen Schlusszeremonie am 12. Juli. Der vollständige Name lautet Eriin Gurwan Naadam (эрийн гурван наадам; Die drei männlichen Spiele). Bei diesem Fest tragen die meisten Besucher traditionelle Kleidung. Dazu gehört der Deel für Frauen und Männer.
Die Tage vom 11. bis 15. Juli sind Feiertage in der Mongolei.
Der Ursprung des Festes geht vermutlich auf die Kuriltai – Klantreffen, die im Mittelalter gesellschaftliche Höhepunkte waren – zurück. Der 11. Juli wurde später als Revolutionstag zum Nationalfeiertag umgewidmet und erinnert an die Unabhängigkeitserklärung des Landes im Jahr 1921. Das Naadam-Fest ist hauptsächlich eine Sportveranstaltung ähnlich den Olympischen Spielen. Die Mongolen messen sich in den drei traditionellen mongolischen Sportarten: Ringkampf, Bogenschießen und Pferderennen.
Als sportliche Nebenveranstaltung werden bei Naadam-Festen auch Meisterschaften in Spielen mit Schagai (Schafsknöchel) ausgetragen. Dabei handelt es sich um eine spezielle Spielvariante namens Schagain Charval.
Außer bei den Ringkämpfen nehmen – entgegen dem Namen des Festes – auch Frauen an den Wettkämpfen teil. Das charakteristische Ringerdress mit freier Brust hat der Legende nach den Zweck, Frauen von den Ringkämpfen fernzuhalten. Die Spiele beginnen mit Paraden von Athleten, Mönchen und Soldaten, die in der Kriegertracht Dschingis Khans kostümiert sind. Die sportlichen Wettkämpfe finden an den ersten drei Tagen des Festivals statt, der dritte Tag ist auch der allgemeinen Vergnügung gewidmet.
Die größten Naadam-Spiele finden in der Hauptstadt Ulaanbaatar statt, aber auch andere Städte feiern die Turniere in kleinerem Umfang.
Im autonomen Gebiet Innere Mongolei der Volksrepublik China wird das Naadam-Fest ebenfalls gefeiert. Die russische autonome Republik Tuwa feiert am 15. August jeden Jahres ein ähnliches Fest, es heißt dort Naadym, die Ringkämpfe werden als Khuresh bezeichnet.

## Ringkampf
Der Ringkampf wird bei den Männern in neun Wettkampfrunden ausgetragen. Es können die Titel Nachin, Khartsaga und Zaan erlangt werden. Die Titelvergabe nimmt am 12. Juli der mongolische Staatspräsident im Zentralstadion vor. Die Kinder messen sich in sieben Wettkampfrunden.

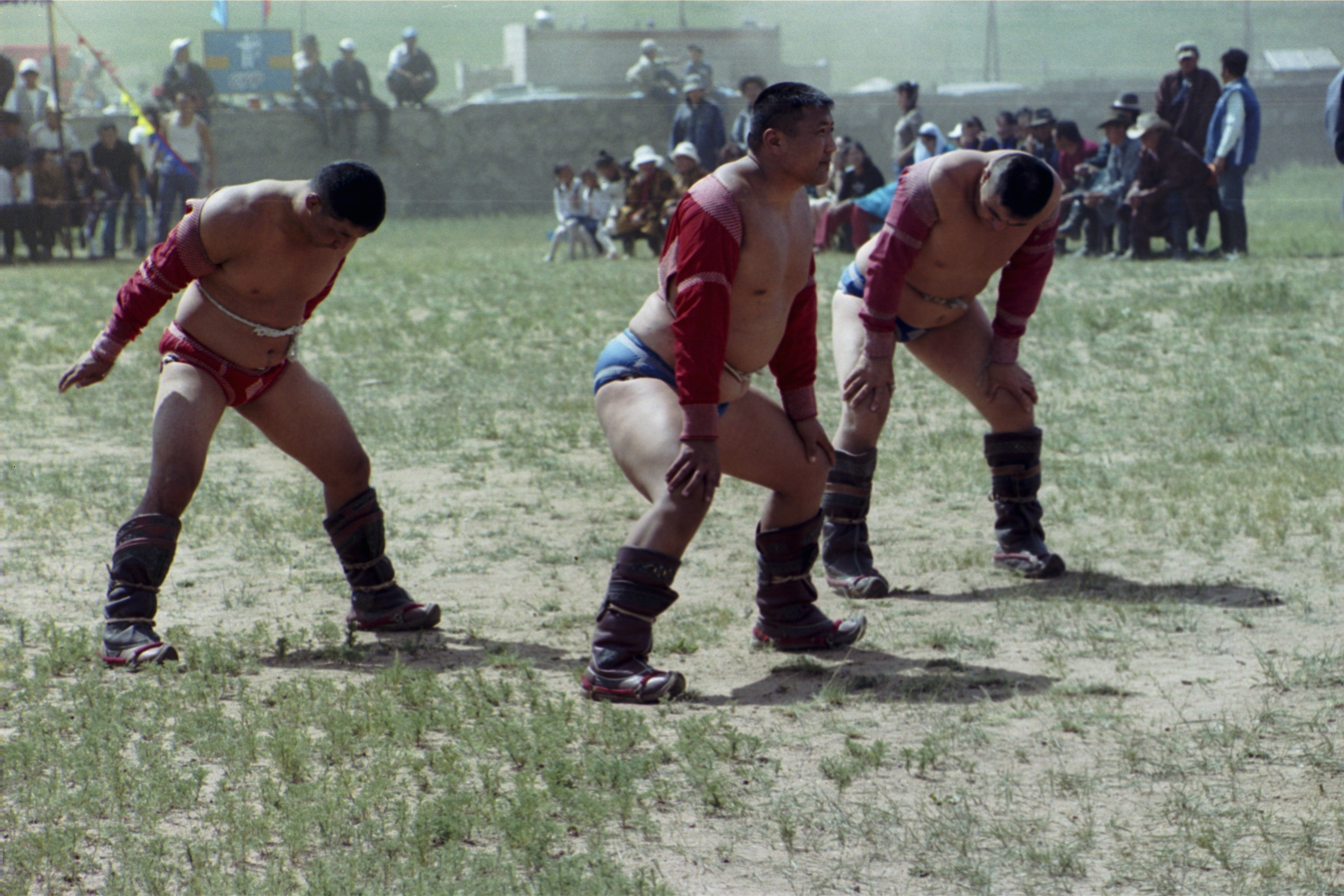
Ringer beim Naadam-Fest
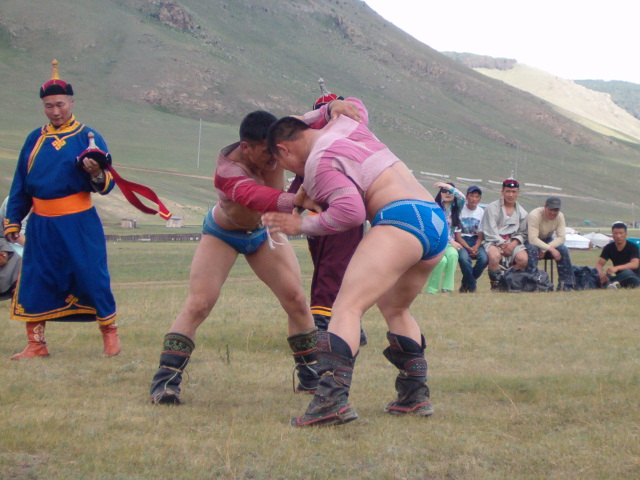
Mongolischer Ringkampf

## Bogenschießen
Im Bogenschießen, an welchem auch Frauen teilnehmen dürfen, finden vom 10. Juli bis 11. Juli drei Wettkampfrunden mit abschließender Finalrunde und Siegerehrung am 12. Juli im Zentralstadion statt.

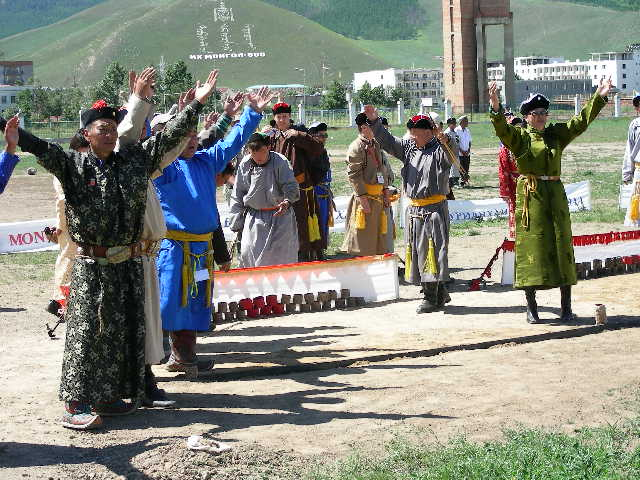
Beim zweiten Durchgang (Khasaa) schießt jeder Wettbewerber 20 Pfeile auf 30 übereinander gestapelte Körbe ab.
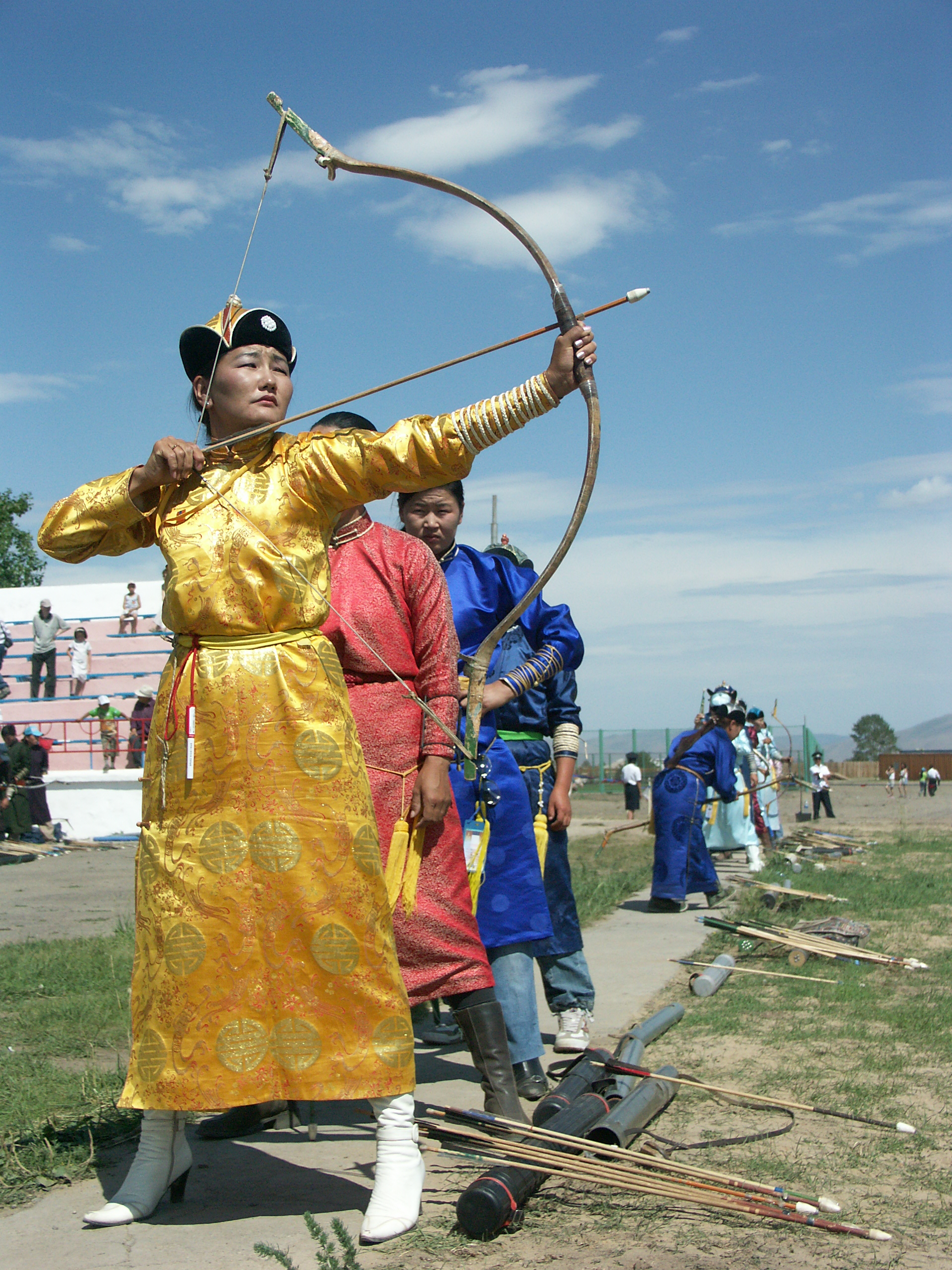
Frauen beim Bogenschießen

Mongolische Bogenwettbewerbe gehen auf das 11. Jahrhundert zurück. Die in traditionellen Kostümen antretenden Schützen benutzen Bögen aus Horn, Rinde und Holz. Die Pfeile mit einer Länge von etwa 75 cm werden aus Weidenzweigen und Geierfedern gefertigt, die Pfeilspitze hingegen aus Knochen und Messing. Als Ziele dienen beim Naadam Festival aufeinandergestapelte zylinderförmige Körbe aus Schafdarm jeweils 8 cm Höhe und Durchmesser.
Im ersten Durchgang werden 20 Pfeile auf eine vier Meter lange und 48 cm hohe Wand aus vier übereinander gestapelten Reihen von Körben (Khana) abgeschossen, im zweiten Durchgang dann 20 Pfeile auf zwei Reihen von insgesamt 30 übereinander gestapelten Körben (Khasaa). Die Entfernung vom Ziel beträgt für männliche Wettbewerber 75 m und 60 m für Frauen.
Die Kampfrichter stehen neben den Zielen und verkünden das Ergebnis durch das laute Singen von traditionellen Melodien (uukhai) und mit erhobener Hand. Der Teilnehmer, der die Ziele am häufigsten trifft, ist der Gewinner des Wettbewerbs (mergen).

## Pferderennen
Bei den Pferderennen treten Kinder auf zwei- bis über sechsjährigen Pferden gegeneinander an, zusätzlich gibt es auch noch ein Wettrennen auf Hengsten. Je nach Altersklasse werden verschiedene Distanzen geritten, beim größten Rennen am Naadam-Fest etwas außerhalb von Ulaanbaatar über volle 30 km. Die Pferde, welche gewonnen haben, werden am 12. Juli im Zentralstadion gefeiert, danach erhalten dort die Kinderjockeys Geschenke aus der Hand des mongolischen Staatspräsidenten.

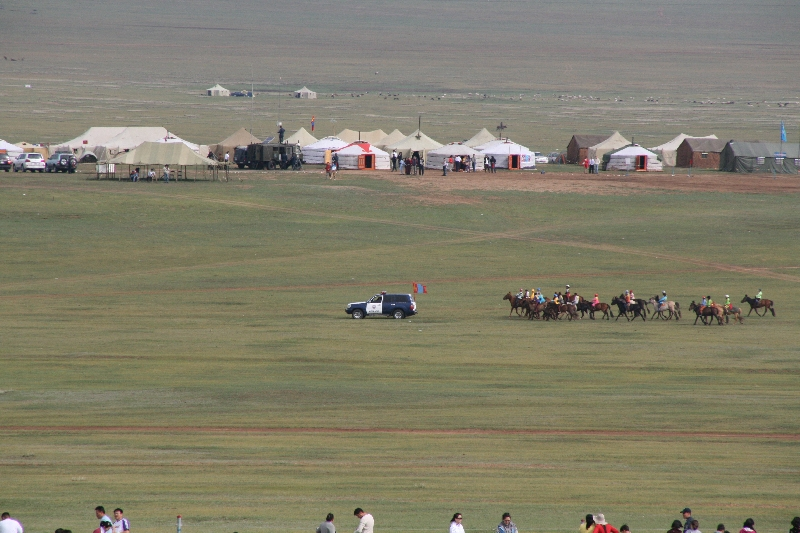
Naadam Pferderennen: Kräfteschonend geht es zum Start
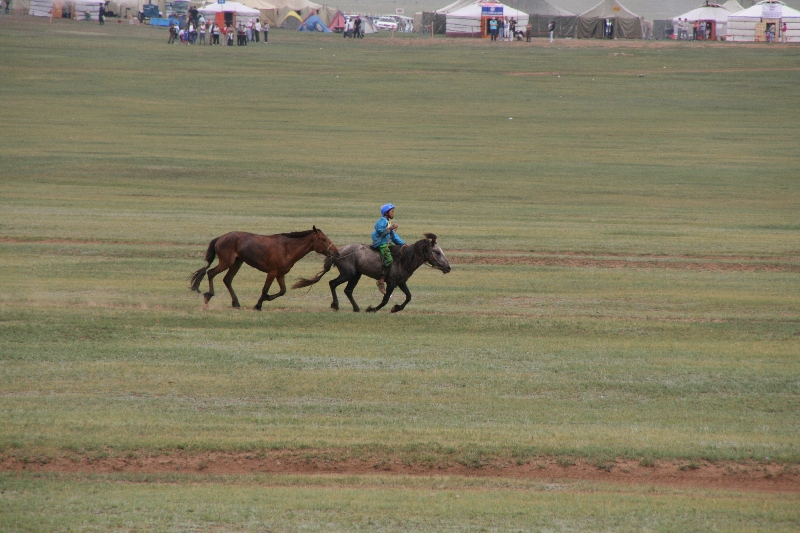
Manchmal kommen die Pferde auch ohne Reiter ins Ziel

## Weitere Aktivitäten außerhalb der Wettkämpfe
Am 10. Juli finden eine Flaggen- und eine Militärparade, eine Kranzniederlegung an der Statue des Damdin Süchbaatar und eine Ehrungszeremonie an der Großen Statue des Dschingis Khan statt. Außerdem wird am gleichen Tag eine Kunstausstellung namens Beautiful Mongolia eröffnet und ein Konzert gegeben. Am 11. Juli findet ein Konzert mit abschließender Grußzeremonie statt und am 12. Juli ein Festival namens Deeltei Mongol sowie ein Fest der Pferdetrainer.